# Науру на летних Олимпийских играх 2000
Науру принимала участие в Летних Олимпийских играх 2000 года в Сиднее (Австралия) во второй раз за свою историю, но не завоевала ни одной медали. Страну на Играх представляли два тяжелоатлета, в том числе, одна женщина.

## Состав олимпийской сборной Науру

### Тяжёлая атлетика
Спортсменов — 2
В рамках соревнований по тяжёлой атлетике проводятся два упражнения - рывок и толчок. В каждом из упражнений спортсмену даётся 3 попытки, в которых он может заказать любой вес, кратный 2,5 кг. Победитель определяется по сумме двух упражнений.
Мужчины
| Спортсмен     | Категория | Вес   | Рывок | Рывок | Рывок | Толчок | Толчок | Толчок | Всего | Место |
| Спортсмен     | Категория | Вес   | 1     | 2     | 3     | 1      | 2      | 3      | Всего | Место |
| ------------- | --------- | ----- | ----- | ----- | ----- | ------ | ------ | ------ | ----- | ----- |
| Маркус Стивен | до 62 кг  | 61,60 | 115,0 | 122,5 | 127,5 | 152,5  | 162,5  | 167,5  | 285,0 | 11    |

Женщины
| Спортсмен | Категория | Масса | Рывок | Рывок | Рывок | Толчок | Толчок | Толчок | Всего | Место |
| Спортсмен | Категория | Масса | 1     | 2     | 3     | 1      | 2      | 3      | Всего | Место |
| --------- | --------- | ----- | ----- | ----- | ----- | ------ | ------ | ------ | ----- | ----- |
| Шива Пео  | Св. 75 кг | 92,34 | 92.5  | 97.5  | 97.5  | 122.5  | 127.5  | 127.5  | 220   | 10    |